# Stevan Šupljikac
Stevan Šupljikac, srbski general, * 1786, † 1848.
Boril se je pod francosko in avstrijsko zastavo.